# Fernando Ugarte
Fernando Ugarte (Santiago, 3 de junio de 1933 - Roma, 1 de diciembre de 2024) es un cantante, compositor y folclorista chileno, perteneciente al movimiento de la Nueva Canción Chilena, pero conocido sobre todo como payador, relacionado con Pedro Yáñez y Lautaro Parra, de la familia Parra, y cofundador en 1959 junto a Andrés Opazo de la banda de música litúrgica Los Perales, en la cual era el principal compositor.
En 1970, participó con el tema «Réquiem» en el Segundo Festival de la Nueva Canción Chilena, realizado en el Estadio Chile de Santiago.

## Vida
Su decisión de ordenarse, por la Congregación de los Sagrados Corazones, en 1962, no interrumpió su interés por la música. Como sacerdote, Ugarte fundó el conjunto de música litúrgica "Los Perales", donde ensayó las primeras composiciones de un canto tributario del folclore que había conocido por curiosidad espontánea entre cantores populares de campos aledaños a Santiago. Desde su adolescencia, fue estudiando a fondo tanto la poesía popular —«me fascinaba rol del cuentero», recuerda— como la tradición de la décima y el canto a lo poeta.
Y luego en LPs solistas para RCA Víctor y EMI Odeón. Réquiem (1970), el último de esa primera etapa de grabaciones, fue una interesante apuesta folclórica que combinaba el manifiesto social ("Ando buscando un camino", "Canción de libertad", "Como si fuera pan duro"), con canciones de amor y llamados a un cristianismo de opción preferencial por los pobres ("El Cristo cercano", "Canto del profeta"). "Réquiem", el tema que le daba título al disco, lo llevó a participar del Segundo Festival de la Nueva Canción Chilena, en 1970.
Esas valiosas canciones dejaron claro que Ugarte coincidía con una crítica de izquierda ya incompatible con el voto de obediencia sacerdotal («para mí, el más difícil», recuerda). Poco después de la publicación de ese disco, decidió renunciar al sacerdocio y sumarse con entusiasmo al compromiso de muchos amigos suyos en la música de contenido (acompañado, en su caso, de la militancia en el MAPU).
El Golpe de Estado les significó el exilio a él y su familia. Residió un tiempo en Costa Rica, pero se asentó principalmente en Italia. Allí en Roma, aunque no ejerció profesionalmente como músico, se sumó por dos años a una gira de la obra de teatro musical Tango bárbaro.

## Discografía
Junto con Los Perales publicó varios EP, mientras que como solista también realizó varios trabajos, apareciendo incluso en 1971 en el álbum recopilatorio de varios artistas Se cumple un año ¡¡¡y se cumple!!!, junto con Ángel Parra, Roberto Parra, Patricio Manns, Payo Grondona, Tito Fernández y Homero Caro.

### Álbumes
- 1970 - Réquiem

### Sencillos
- 1972 - Volando / El amor un caminar

### Colectivos
- 1971 - Se cumple un año ¡¡¡y se cumple!!!